# Sisseln
Sisseln es una comuna suiza del cantón de Argovia, situada en el distrito de Laufenburgo. Limita al norte con las comunas de Bad Säckingen (DE-BW) y Murg (DE-BW), al este con Kaisten, al sur con Eiken y Münchwilen, y al oeste con Stein.

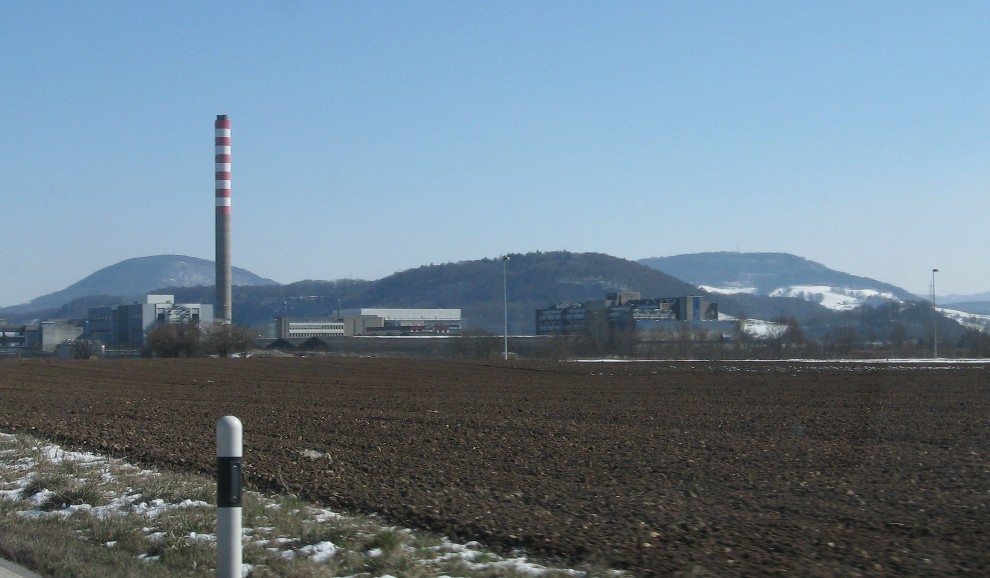
Sisseln.